# Köyceğiz, Eskipazar
Köyceğiz là một xã thuộc huyện Eskipazar, tỉnh Karabük, Thổ Nhĩ Kỳ. Dân số thời điểm năm 2010 là 253 người.